# Copelatus filiformis
Copelatus filiformis är en skalbaggsart som beskrevs av Sharp 1882. Copelatus filiformis ingår i släktet Copelatus och familjen dykare. Inga underarter finns listade i Catalogue of Life.